# Cementerio Club (canción)
«Cementerio Club» es una canción compuesta por el músico argentino Luis Alberto Spinetta que forma parte - como segunda canción - del álbum de 1973 de Luis Alberto Spinetta (con el nombre de Pescado Rabioso) Artaud, que ha sido considerado el mejor de la historia del rock argentino.
Luis Alberto Spinetta canta y toca las guitarras eléctricas (primera y rítmica), acompañado por su excompañero de Almendra, Emilio del Guercio en bajo y su hermano Gustavo Spinetta en batería.
En 2009, Spinetta eligió dos canciones del álbum Artaud para incluirlos en el recital histórico Spinetta y las Bandas Eternas en el que repasó toda su obra; uno de ellos fue "Cementerio Club", en tanto que el otro fue "Bajan". El músico Gustavo Cerati consideró que el solo de guitarra que Spinetta ejecuta en esta canción debe ser uno de los mejores (y más personales) de la historia.

## Contexto
El álbum Artaud fue compuesto por Spinetta en el segundo semestre de 1973, inspirándose en la obra del poeta y dramaturgo surrealista Antonin Artaud, especialmente en sus obras Heliogábalo o el anarquista coronado (1934) y Van Gogh, el suicidado por la sociedad (1947). Spinetta se siente impactado por la tragedia y el sufrimiento, pero a la vez por la riqueza interior, de esos personajes vulnerables, alienados y marginados, como Artaud, el creador del teatro de la crueldad que inauguró el teatro moderno y fue encerrado en los manicomios franceses; Heliogábalo, el emperador transgénero anarquista descuartizado cuando tenía solo 18 años; y Vincent Van Gogh, el genial pintor suicidado por una sociedad que no toleraba su visión del mundo.
El disco fue concebido en un momento crucial de la historia sudamericana, de alta violencia política, en el que comenzaban a instalarse dictaduras cívico-militares, coordinadas entre sí por medio del Plan Cóndor y apoyadas por Estados Unidos, que anularían completamente la vigencia de los derechos humanos durante dos décadas. El músico relacionaba ese momento del país, con la desesperación que transmitía la obra de Artaud y el nihilismo del rock expresado en las drogas y la "promiscuidad sin sentido", y lo sentía incompatible con su propia visión del rock y de la vida, expresada en el Manifiesto cuyo título toma de la evaluación que Artaud hace de Van Gogh, "Rock: música dura, la suicidada por la sociedad", y que Spinetta publica simultáneamente con el disco. En su Manifiesto Spinetta denuncia la "profesionalidad" y el "negocio del rock", "porque en esa profesionalidad se establece un juego que contradice la liberación, que pudre el instinto". Spinetta expone aquí la necesidad de preservar una visión dura de la realidad, que es la esencia del rock, y dar a la vez una respuesta basada en el amor:

Quien lo haya leído (a Artaud) no puede evadirse de una cuota de desesperación. Para él la respuesta del hombre es la locura; para Lennon es el amor. Yo creo más en el encuentro de la perfección y la felicidad a través de la supresión del dolor que mediante la locura y el sufrimiento. Creo que sólo si nos preocupamos por sanear el alma vamos a evitar distorsiones sociales y comportamientos fascistas, doctrinas injustas y totalitarismos, políticas absurdas y guerras deplorables. La única forma de hacer subir el peso es con amor.
Luis Alberto Spinetta

## La canción
"Cementerio Club" es el segundo track del álbum Artaud. Se trata de un blues lento, con acompañamiento jazzero de batería, con un papel muy destacado del bajo y un riff de guitarra eléctrica que subraya la tristeza del tema, y que ha sido considerado por Gustavo Cerati como el mejor solo de guitarra de la historia.
El título alude a un club de jazz en un cementerio, en el que uno de los muertos es el que canta el blues: "justo que pensaba en vos, nena, caí muerto". Y luego de aludir al "pequeño dios", el muerto termina diciéndole a su "nena", los siguientes versos:

Qué solo y triste voy a estar en este cementerio.
Qué calor hará sin vos en verano.
Cementerio Club

El crítico musical Claudio Kleinman, en un artículo en la revista Rolling Stone, describe del siguiente modo sus impresiones sobre la canción:

"CEMENTERIO CLUB". Difícil pensar en un mejor gambito para una canción que "Justo que pensaba en vos, nena, caí muerto". Y sólo Spinetta podía superarse a sí mismo con una conclusión aún más potente: "Qué solo y triste voy a estar en este cementerio/ qué calor hará sin vos en verano", frase emblemática que el propio Spinetta encontraría escrita en la pared de un calabozo de una comisaría, durante una de las habituales caídas por "averiguación de antecedentes" en 1977. El envase musical es un blues con el swing jazzero característico de Almendra (si bien aquí la base son Gustavo y Emilio) y Luis aportando ese riff de guitarra eléctrica punzante y repetitivo que completa la identidad del tema.
Claudio Kleinman

En la cita, Kleinman alude a una anécdota relacionada con "Cementerio Club" contada por el propio Spinetta a Eduardo Berti, con motivo de las conversaciones que dieron origen al libro Spinetta, conversaciones e iluminaciones, de 1988:

En 1977 me llevaron preso sin ton ni son con otros músicos como Bernardo Baraj. En una de las paredes de la celda estaba escrito un verso de esta canción: “qué solo y triste voy a estar en este cementerio”. Cuando me llevaron a ver al comisario, el tipo me dijo que sus hijos tenían mis discos. “Bueno, no sólo sus hijos –le dije–, alguien
escribió una canción mía en un calabozo. Venga a ver”. Antes de dejar la comisaría volví a la celda y agregué “qué calor hará sin vos en verano”.
Luis Alberto Spinetta

"Cementerio Club" ha sido interpretado como una metáfora de la violencia de los años '70 (Berti), así como una expresión del pensamiento del propio Spinetta sobre el yo, Dios y el rechazo al proceso de idolatría de los músicos populares.

## Versiones
En la versión acústica de «Te para 3», ejecutada por Gustavo Cerati en 1996 para la difundida serie de conciertos MTV Unplugged, incluyó una reproducción exacta del solo de guitarra de Spinetta en «Cementerio Club» (contenida en el álbum titulado Comfort y música para volar). Pedro Aznar la versionó en su disco en vivo homenajeando a Spinetta Puentes amarillos. Otra versión se puede escuchar por la banda La Mississippi en el disco Inoxidables.

## Influencia en la cultura popular
- El destacado grupo musical de Perú Cementerio Club formado en la década de 1990, tomó su nombre de la canción de Luis Alberto Spinetta.[11][12]